# Sönke Rothenberger
Pour les articles homonymes, voir Rothenberger.
Sönke Rothenberger est un cavalier allemand né le 14 octobre 1994. Il a remporté avec Dorothee Schneider, Kristina Sprehe et Isabell Werth, en montant le cheval Cosmo, la médaille d'or du dressage par équipes aux Jeux olympiques d'été de 2016 à Rio de Janeiro.